# Colonia Bigand
Colonia Bigand é uma comuna da província de Santa Fé, na Argentina.